# Raymond Balze

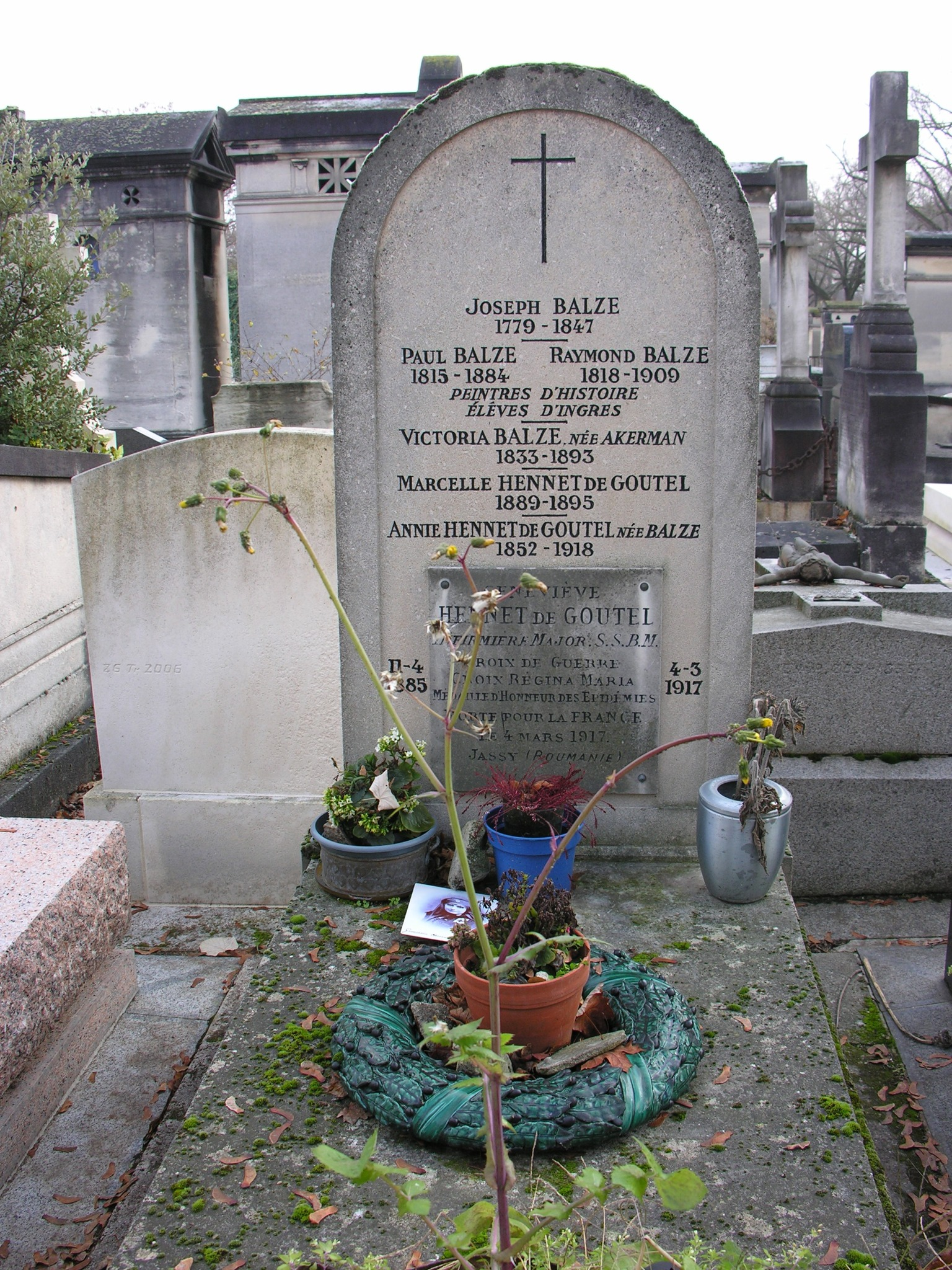
Vue de la sépulture au cimetière du Montparnasse, à Paris.

Jean-Antoine-Raymond Balze est un peintre et pastelliste français, né à Rome le 4 mai 1818 et mort à Paris le 26 février 1909.

## Biographie
Il est le fils de Joseph Balze (1781-1847), grand chambellan du roi d'Espagne Charles IV pendant son exil à Rome de 1811 à 1819, et le frère de Paul Balze. Joseph Balze a rencontré Ingres pendant son séjour romain et lui a procuré plusieurs commandes après 1814 ; le peintre sera un protecteur pour les deux frères quand ils se lancent dans la carrière artistique.
Il entre à l'école des beaux-arts de Paris le 6 octobre 1832 où il est présenté par Jacob. Il demande comme son frère la carte de copiste au Louvre.
À la demande d'Ingres, directeur de l'Académie de France à Rome, il réalise avec son frère des copies des fresques des Loges du Vatican exécutées par Raphaël en 1519 pour le pape Léon X. Les 52 copies ont été exposées dès 1840 dans la chapelle de l'École des beaux-arts de Paris. En 1843, pour répondre au souhait d'Ingres de leur trouver une « destination monumentale », Félix Duban propose de les placer dans les galeries du 1er étage du palais des Études. Ces copies ont trouvé leur place dans les quartiers des voûtes de galeries en 1854-1855 grâce aux peintres décorateurs Charles Chauvin et Camille-Auguste Gastine.
Il est attaché à l'atelier de vitrail de Mauvernay à Saint-Galmier (Loire). Il participe au concours de 1848 et est lauréat à la première épreuve. En 1849, il expose au salon un tableau Le Christ calmant la tempête.
Il part en Italie où il épouse en 1851 Vittoria Anne Ackerman.
De retour en France, Balze prend part à la décoration de l'hôtel de ville de Paris commandée à son maître Ingres.
Entre 1865 et 1869, il restaure, avec son frère Paul et les frères Denuelle, sous la direction de Questel, chargé en 1863 de la réfection de la « Galerie dorée » de l'ex-hôtel du comte de Toulouse (1713-1737), siège de la Banque de France depuis 1808, la grande fresque peinte par François Perrier sur sa longue voûte ; ces travaux  durèrent un an (inscription sous un buste),.
En 1873 Raymond Balze publie l'ouvrage Collection précieuse de quarante-sept tableaux de maîtres anciens, auquel participe sa fille Annie Balze  née en 1852 et la peintre Joséphine Houssay.
Inspecteur des Écoles de dessin de la Ville de Paris depuis 1864, il reçoit la légion d'honneur tout comme son frère Paul en mai 1873.
Veuf depuis 1893, Raymond Balze meurt à son domicile dans le 7e arrondissement le 26 février 1909. Il est inhumé dans la sépulture familiale dans la 10e division du cimetière du Montparnasse.

## Œuvres

### Tableaux en collection publique
- L'enfance de Bacchus, huile sur toile, 1840, Montauban, Musée Ingres-Bourdelle[5] ;
- Le Christ apaisant la tempête, 1846-1849, huile sur toile, Beauvais, MUDO - Musée de l'Oise ; il s'agit d'une esquisse pour le tableau sur le même sujet conservé à l'église Saint-Pierre d'Yssingeaux[6] ;
- La Charité de sainte Élisabeth de Hongrie, 1866, Lyon, musée des beaux-arts[7] ;
- Le repos des moissonneurs, huile sur toile, Chambéry, Musée des Beaux-Arts[8].

### Tableaux dans des édifices religieux
- Le Martyre de sainte Catherine, 1866, Lille, église Sainte-Catherine[9].
- Saint Charles Borromée assistant Pie IV à son lit de mort, 1856, huile sur toile, Paris, église Saint-Roch[10].

### Fresques et mosaïques
Raymond Balze travaille en collaboration avec son frère Paul : 
- 1855 : copie de L'Apothéose d'Homère d'Ingres pour un des plafonds du Louvre.
- Entre 1875 et 1881 : restauration des fresques du Primatice à la chapelle de l'abbé de l'abbaye de Chaalis[11].
- 1891 : mosaïque inspirée de La Vision d'Ézéchiel d'après Raphaël, pour la façade de l'église Saint-Jacques de Montauban.

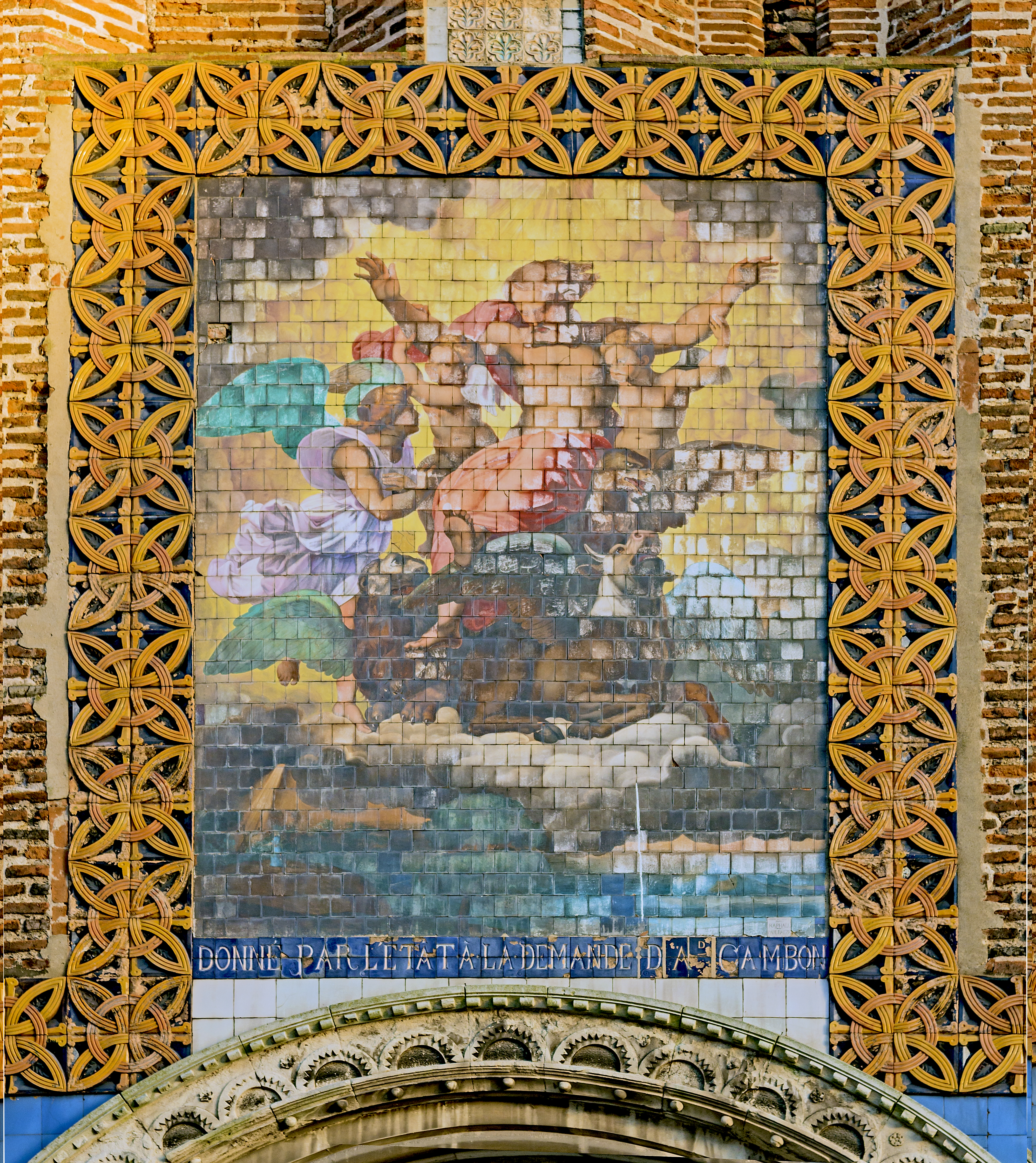
Mosaïque de la façade, inspirée de La Vision d'Ézéchiel, Montauban, église Saint-Jacques, 1891.
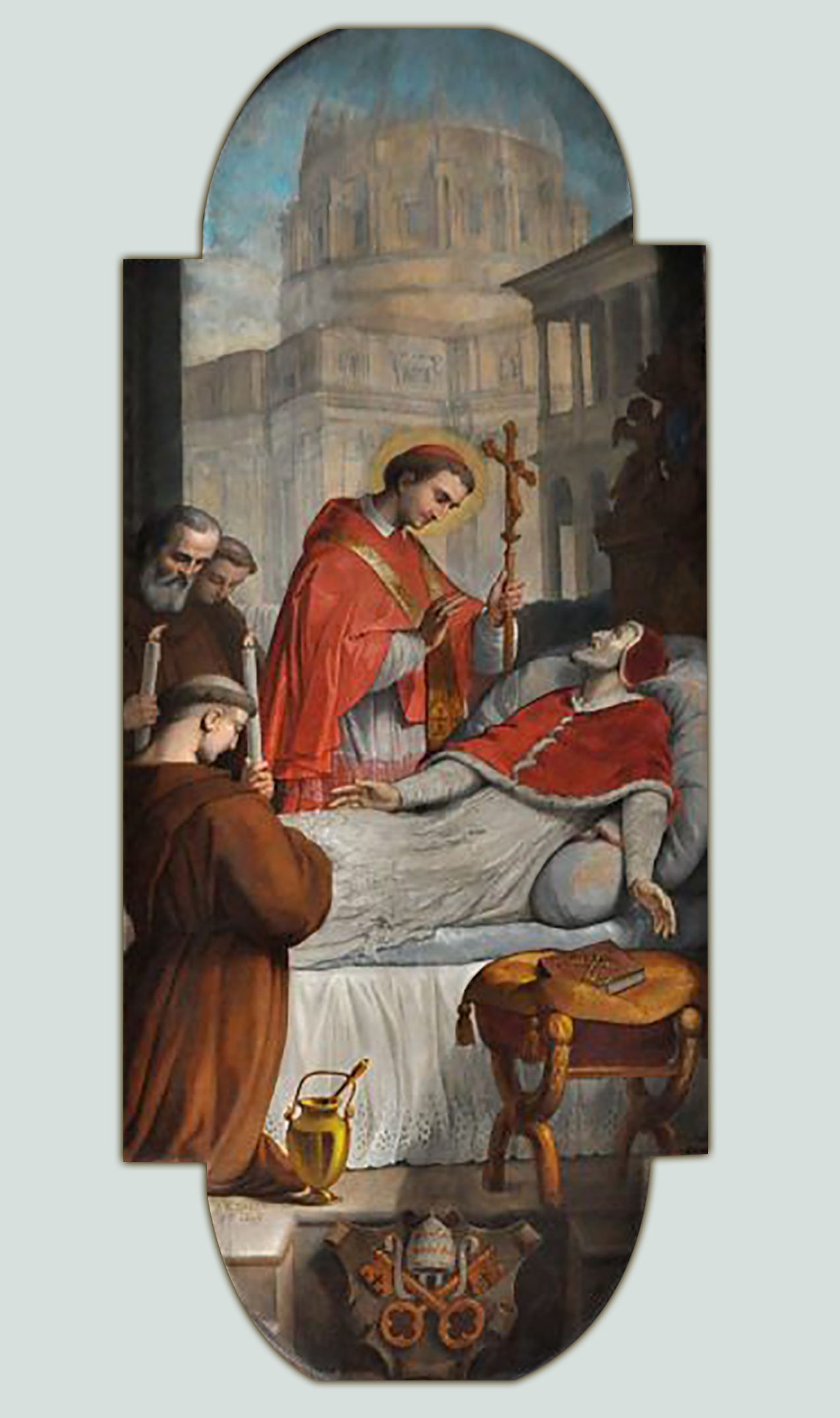
Saint Charles Borromée assistant Pie IV à son lit de mort.